# Sam Allen
Pour les articles homonymes, voir Allen.
Sam Allen est un pianiste autodidacte américain, né à Middleport (Ohio, États-Unis), le 30 janvier 1909 et mort à Oakland en Californie en septembre 1963.

## Biographie
Encore enfant, Sam Allen sonorise les films muets.
Sa carrière professionnelle prend un nouvel essor dans les années 1930. Il joue comme second pianiste avec James P. Johnson, et aussi Teddy Hill avec lequel il effectue une tournée en Europe.
Venu en Europe (Exposition Internationale de Paris), (1937) il accompagne la Revue du Cotton Club au Moulin Rouge, et enregistre avec Dickie Wells.
À New York, il est le pianiste de Slim Gaillard, Slam Stewart (1938), Stuff Smith (1938-40), et se produit en solo et en trio à Washington et sur la côte Ouest..

## Style
C'est un accompagnateur agréable et un solide soliste stride.[réf. nécessaire]